# Xavier Corporandi
Xavier Corporandi est un sculpteur français né à Gilette le 1er décembre 1812 et mort vers 1886.

## Biographie
Xavier Corporandi est né à Gilette (Alpes-Maritimes), le 1er décembre 1812. Il devint élève de François-Joseph Bosio et entre à l'École des Beaux-Arts, le 9 octobre 1839. Il débuta au Salon de 1846, et remporte cette même année une médaille de troisième classe avec une statue en plâtre représentant la Mélancolie. Il sculpte au compte de l'État un buste de Haendel pour le Conservatoire de musique et de déclamation et un buste de Saint-Marc Girardin pour le palais de l'Institut.  Il fait aussi œuvre de praticien et fut chargé de l'exécution en marbre d'une statue de la Sculpture qui se trouve dans la cour du Louvre, statue dont le modèle est dû à Victor Blavier, et de figures laissées inachevées par son maître Bosio. Il expose une dernière fois en 1884, époque où il demeurait à Vitry-sur-Seine. Il est mort vers la fin de 1886.

## Œuvres
- Christ en croix. Église de Gilette (Alpes-Maritimes).

- Gloire en bois servant de support de châsse (année 1839). Église de Bouyon (Var).

- Joberti. Buste en plâtre exécuté à Turin.

- Cavour. Buste en plâtre exécuté également à Turin.
- La Mélancolie. Statue en plâtre. Salon de 1846 (n° 2136) et Exposition universelle de 1855 (n° 4291).
- Bacchante enseignant la danse à un satyre. Groupe en plâtre. Exposition universelle de 1855 (n° 4290).
- La première leçon maternelle. Groupe en plâtre. Salon de 1867 (n° 2187).
- Le général Masséna. Statuette en plâtre. Projet de monument pour la ville de Nice. Salon de 1867 (n° 2188).
- Haendel. Buste en marbre commandé par l'État, en 1868, pour le Conservatoire de musique et de déclamation. Ce buste, terminé la même  année, fut payé 2.400 francs.
- La Rêverie. Statue en plâtre bronzé. Salon de 1869 (n° 3327).
- Le docteur Allé, membre de l'Institut. Buste en marbre. Salon de 1870 (n° 4378).
- La Sculpture. Statue en marbre destinée à la cour du Louvre. L'exécution de ce marbre fut confiée à Corporandi, par décision ministérielle du 25 septembre 1869, d'après un modèle de Victor-Émile Blavier. Il reçut pour son travail une somme de 4.800 francs, qui lui fut entièrement réglée le 29 septembre 1871. L'œuvre a été retrouvée en 2006 au musée Goya de Castres[4].
- Saint-Marc Girardin. Buste en marbre. H. 0 m 65. L. 0m 35. Signé. Salle de l'Académie française, au palais de l'Institut.
- La Fuite en Égypte. — L' Adoration des mages. Deux bas-reliefs en pierre. Chapelle de l'Hôtel-Dieu de Carcassonne.
- Une descente de croix. Bas-relief en pierre.
- La composition de musique. Statuette en marbre. Salon de 1879 (n° 4914).
- Immaculée. Salon de 1884 (n° 3402).
- Sacré-Cœur. Salon de 1884 (n° 3403).